# Silvia Montefoschi

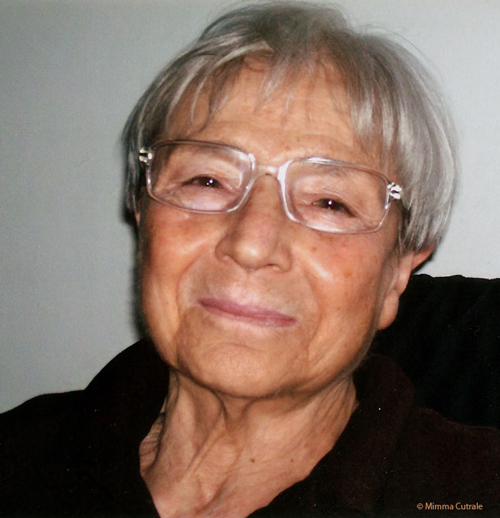
Silvia Montefoschi (1926 - 2011)

Silvia Montefoschi (Roma, 12 de junho de 1926 – Zurique, 16 de março de 2011) foi uma médica, bióloga e psicanalista italiana. Após a "laurea" em Biologia obtida em Roma no pós segunda guerra mundial, Silvia Montefoschi se transfere em Napoli como pesquisadora na Estação Zoológica da cidade para continuar os estudos no âmbito das ciências biológicas, com particular ênfase em genética. De volta em Roma, em 1952 começa uma análise pessoal e depois didática com Ernst Bernhard, psicanalista judeu de origem alemã que fora aluno de Carl Gustav Jung, após sua formação anterior como analista com Freud. Poucos anos depois, Montefoschi obtém uma laurea em Medicina necessária naquela época na Itália para exercitar a profissão de psicanalista.
O sentido do encontro entre Bernhard e eu […] ficou claro para mim no final de nosso percurso juntos como aquele da  staffetta onde o penúltimo corredor entrega o testemunho a quem deve levá-lo até a meta. Silvia Montefoschi, “Il vivente”, 1988.
Dá assim início à prática clínica e logo em seguida é aceite como membro da Sociedade Internacional de Psicologia Analítica. Em 1962 funda, junto a Bernhard e a um grupo de seus alunos, a Associação Italiana de Psicologia Analítica (AIPA).
Em 1956 Montefoschi deixa a cidade natal, Roma, junto à filha também de nome Silvia e a seu companheiro, Fabio Minozzi, também psicanalista e aluno de Bernhard, para se estabelecer em Milão que se tornou daquele momento em diante sua cidade de adoção. É nesta cidade que iria se desenvolver praticamente toda a sua atividade profissional, excluindo o período genovese do “Laboratorio di Ricerche Evolutive ‘Silvia Montefoschi’” (1986-1989).
Esta mudança de residência foi encorajada pelo próprio Ernst Bernhard,  que portanto considerava Montefoschi, naqueles primeiros começos da orientação junguiana da psicanálise na Itália, como a referência para a Itália do Norte na formação de novos psicanalistas. Em Milão, Montefoschi entra a fazer parte do “Grupo Milanês para o Desenvolvimento da Psicoterapia – Centro Estudos de Psicologia Clínica” que incluia entre os seus membros psicólogos, psicoterapêutas e psicanalistas de diferentes orientações.  Paralelamente à atividade clínica, Montefoschi investe sobretudo na criação de grupos de trabalho e na supervição e formação de novos alunos.

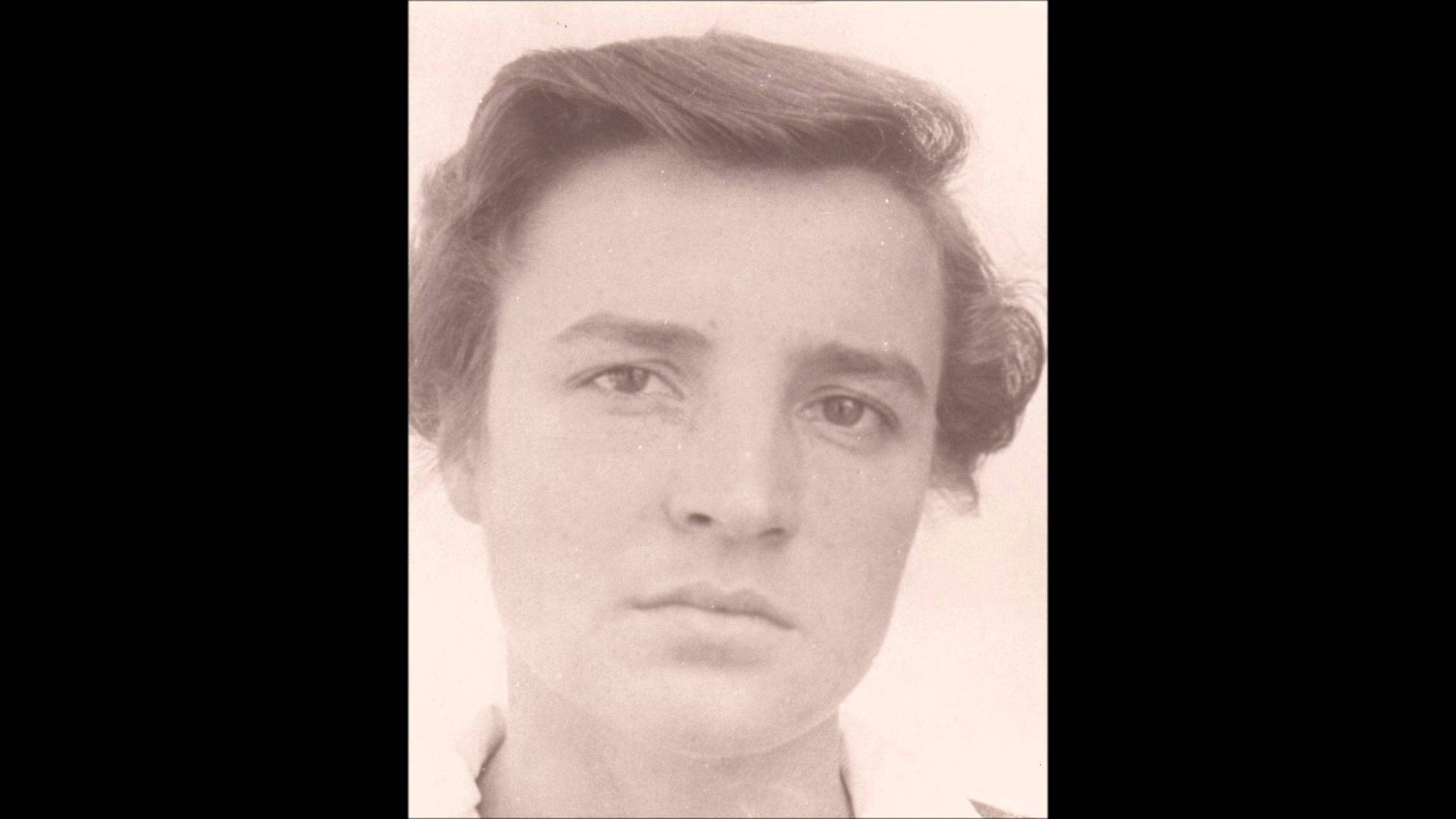
Silvia Montefoschi jovem

É neste período que começa a publicar artigos em várias revistas, entre elas  Minerva Medico-Psicologica, Archivio di psicologia neurologia e psichiatria, Rivista di psicologia sociale, Problemi del socialismo, MondoOperaio, Quaderni Piacentini, Nuova Donna,  Woman, Femme e  Psicoterapia e ciências humanas, publicação esta última do próprio “Centro Estudos”, informalmente batizando de “grupo de sant’Ambrogio” porque estava sediado na Praça S. Ambrogio em Milão.
Frequentavo também o Centro da Praça Sant’Ambrogio, onde Pierfrancesco Galli levava adiante seu discurso anti-acadêmico de rotura com o monopólio da cultura analítica das sociedades de psicanálise. Era um ambiente rico e estimulante, frequentado por jovens psiquiatras e psicoterapêutas que nas quintas-feiras confluiam ao Centro de todo o Norte da Itália para trabalhar com Silvia Montefoschi, Enzo Codignola, Emanuele Gualandri, Giambattista Muraro, Giampaolo Lai, Berta Neumann, para fazer análise de grupo com Enzo Morrone, acompanhar os seminários de Gaetano Benedetti e Joannes Cremerius.
Trecho tirado da “Storia della rivista ‘Fogli di informazioni’ di P. Tranchina e M. P. Teodori.
Em 1960 para o aniversário de oitenta e cinco anos de Carl Gustav Jung, Montefoschi viaja para visitá-lo junto a Bernhard e a um grupo de alunos italianos.
Em 1969 publica na revista Psicanálise e ciências humanas o artigo "Além do princípio de autoridade". Neste texto ela toma posição com relação à questão à formação e à liberdade do psicanalista tema acoplado ao das escolhas em psicanálise. Um ano depois às palavras seguem os fatos e Montefochi, por volta de 1970,  sai de ambas as associações, a Internacional de Psicologia Analítica e a nacional, AIPA, como ato de coerência com sua linha de pensamento acerca da incompatibilidade das estruturas hierárquicas institucionalizadas com o desenvolvimeto da personalidade do analista. Isso dá uma ideia da personalidade particular da autora que, justamente por seus interesses de amplo espectro, sempre representou uma rica síntese cultural dificilmente reduzível a uma fórmula.

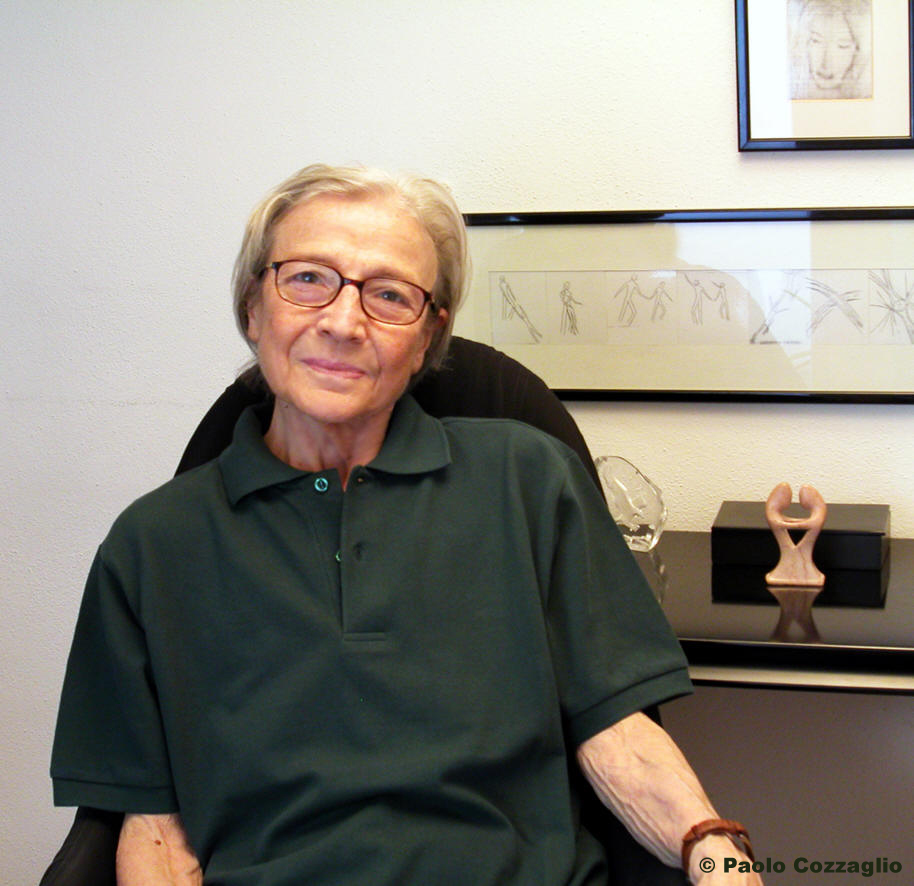
Silvia Montefoschi em Milão

O grande fermento cultural que caracterizou aquela época dizia respeito a vários âmbitos quais o debate epistemológico, o movimento feminista, a difusão do engajamento político com a consequente reflexão sociológica, e tocava necessariamente também a psicanálise. Montefoschi aprofundou cada uma dessas questões contribuindo para renovar, de maneira significativa, os antigos paradigmas de referência.
Silvia Montefoschi escreveu muito porque cada seu texto é o fruto da reflexão desenvolvida com o “outro do discurso” (como ela chamava seus interlocutores) testemunhando a contínua evolução do pensamento. Trecho tirado da voz “Silvia Montefoschi” na Enciclopedia delle Donne [Enciclopédia das Mulheres].
Seu primeiro livro, publicado em 1977, L’Uno e l’Altro. Interdipendenza e Intersoggettività nel Rapporto Psicoanalitico [O Um e o Outro. Interdependência e Intersubjetividade na Relação Psicanalítica]  marca um grande evento cultural, capaz de romper com a tradição psicanalítica do tempo. A obra é o resultado de vinte anos de experiência clínica da autora, que aqui se abre para uma reflexão viva sobre a própria praxe analítica, chegando a novas formulações teóricas. O texto nasce da esigência da autora de testemunhar a possibilidade, para o método psicanalítico, de se colocar no atual contexto histórico como um instrumento de trasformação para o homem e para o social. Partindo de sua experiência direta, Montefoschi põe em relevo como a práxe psicanalítica precisa abandonar toda referência ao método objetivante para se apropriar do método dialético, próprio da ciências histórico-sociais.
As considerações desenvolvidas no primeiro livro, e depois aprofundadas nos sucessivos, tocam alguns temas que hoje se tornaram objeto de discussão comum, independentemente das diferenças entre cada escola psicológica e psicanalítica. Portanto, numa distância de trinta anos, as temáticas enfrentadas por Montefoschi soam como antecipadoras do debate psicanalítico atual.
É suficiente ler o subtítulo do primeiro livro para ter uma prova evidente: intersubjetividade é termo que nesses últimos anos se tornou de uso comum na cena psicanalítica mundial, graças a autores americanos como Mitchell, Stolorow, Atwood e outros.

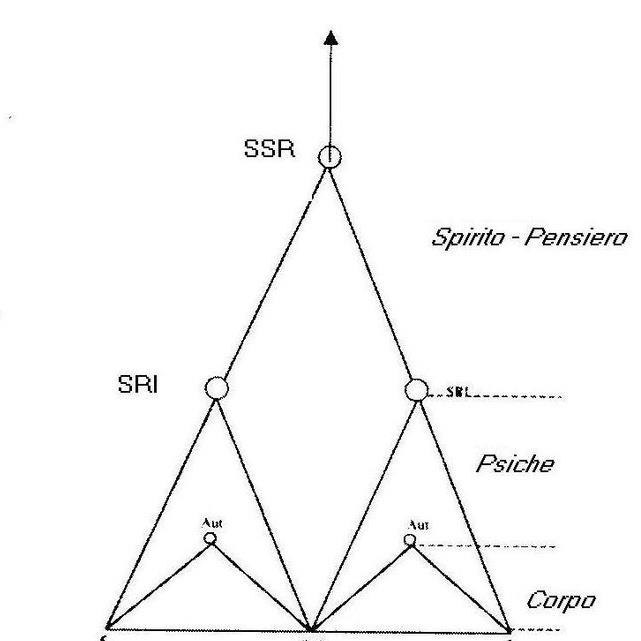

Se este assunto representa a inovação mais evidente, outras temáticas são tão relevantes quanto e continuam ainda hoje constituindo problemas abertos que requerem ulterior aprofundamento: a dialética entre individual e social, a identificação do papel da mulher na maternidade, a discussão epistemológica sobre a interação sujeito-objeto, para citar só alguns.
O risco dos psicólogos e psicanalistas hoje é aquele de achatar a vicissitude humana que é a vicissitude universal do Indivíduo Único. Entrevista a Silvia Montefoschi – Milano 2003.
Empenhada numa releitura unitária e dialéttica das várias orientações da psicanálise, após este primeiro livro de 1977 Silvia Montefoschi dá início a uma copiosa produção.
A O Um e o Outro seguem os livros: •	Oltre il confine della persona (1979) •	Dialettica dell'inconscio (1980) •	Al di là del tabù dell'incesto - psicoanalisi e conoscenza (1984) •	Psicoanalisi e dialettica del reale (1984) •	Carl Gustav Jung un pensiero in divenire (1985) •	Il sistema uomo (1985) •	Essere nell'essere (1986) •	Evoluzione della coscienza e destino dell'universo (1986) •	Principio cosmico - Storia della preistoria del verbo (1987)

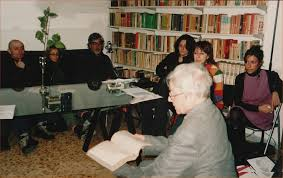
Silvia Montefoschi com alunos

Esta produção está voltada para a refundação epistemológica da teoria e da prática psicanalítica, na qual a lei do tabu do incesto, en quanto lei universal da evolução a partir do Big-Bang, tem um lugar central. Da mesma forma, o conceito de intersubjetividade, enquanto infração deste tabu, se faz promotor de uma evolução ulterior que portanto vai além da compreensão que outros âmbitos do pensamento psicanalítico tem desse conceito visto tão somente como uma técnica psicoterapêutica.
No contexto de uma psicanálise fundada sobre o tabu do incesto que, como lei universal do processo evolutivo tem na intersubjetividade sua infração, esta última adquiri um sentido radical de um "normal" modus vivendi do homem e da mulher de conhecimento empenhados na "revolução radical do real" – o processo de individuação universal.
No quadro desta impostação teórica Montefoschi acrescenta, ao lado dos conceitos de inconsciente pessoal freudiano e de inconsciente coletivo junguiano, o seu inconsciente universal, e relê a inteira história da psicanálise e de suas várias escolas, correntes e orientações, no estilo dialético de Hegel como um todo unitário. Segundo Montefoschi a psicanálisi coincide com a história da psicanálise e, por sua vez, a psicanálise é a última filosofia, o "último pensar-se do pensamento no limite do infinito", tornado-se assim o último  trecho da história universal. Com a "morte da psicanálise", ou seja quando esta terá exaurido sua função evolutiva histórico-social, irá se concluir a pré-história do ser, e o ser enquanto sujeito pensante dual (homem e mulher, “macho e fêmea”) não terá mais necessidade de conjugar-se no objeto para ser. O uni-verso, ao cumprir aquele processo de individuação, que é justamente a história do uni-verso, encontrará enfim a sua verdadeira identidade, em cuja busca foi desde sempre movido. Esta guinada de Montefoschi deu-se progressivamente após o sucesso inicial e os volumes dedicados estritamente à prática psicanalítica. Ela envereda então por caminhos que a aproximam mais às temáticas místico-filosóficas, pondo em relevo a dimensão universal com relação àquela individual. Apesar desse pensamento ser uma direta consequência da primeira impostação e tenha significativos pontos de interesse, resulta longe da prática clínica. Este fator, junto à escolha da autora de se afastar da dimensão institucional, determinou uma progressiva redução do eco de seu pensamento no mundo psicanalítico e os seus conceitos inovadores foram em parte esquecidos.

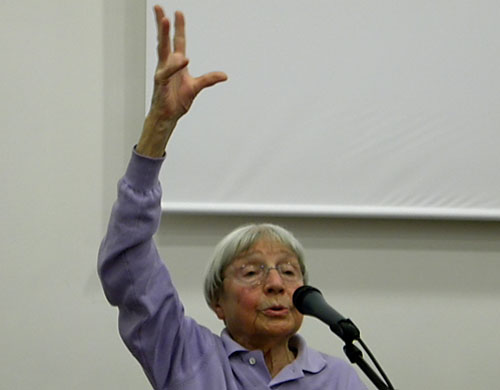
Silvia Montefoschi, transformadora do paradigma psicanalítico

É interessante observar como, apesar de possíveis diferenças substanciais, certos paradigmas tendem a emergir no momento em que os antigos parecem não mais suficientes para compreender a realidade presente. A hipótese da mente isolada e substancialmente intrapsíchica que via o primado das pulsões tem, fora algumas exceções, dominado no panorâma psicanalítico mundial; na segunda metade do vigésimo século porém se assistiu ao emergir de novas teorizações que têm progressivamente demonstrado os limites da antiga impostação substituindo-a com uma teoria mais relacional.  Hoje em dia tal paradigma está se impondo, seja do ponto de vista teórico que clínico. Montefoschi pode ser considerada a primeira na Itália que, há mais de trinta anos atrás, em âmbito junguiano colocou o problema relacional como a chave interpretativa da psique humana. O seu pensamento não se limitou à teorização do ponto de vista clínico mas em paralelo desenvolveu um discurso mais social, na hipótese que o contexto socio-cultural e o indivíduo sejam duas polaridades em contínua interação que se influenciam reciprocamente, conforme a tradição marxista que a autora aprofunda.

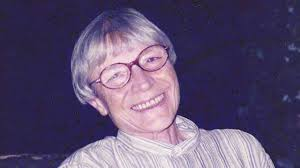
Silvia Montefoschi, criadora de sínteses

No começo dos anos oitenta Montefoschi se transfere em Genova onde junto a um grupo de alunos do local fundará o "Laborátorio de Pesquisas Evolutivas Silvia Montefoschi".
Considerando ter completado sua obra, em 1987 publica aquele que deveria ser seu último livro O Princípio Cósmico – História da Pré-Historia do Verbo, uma completa história do universo lida fundamentalmente em chave psicanalítica mas fazendo costante referência aos saberes adquiridos pelas ciências físicas, químicas e biológicas.
A esta sua última publicação segue, poucos meses depois, uma conferência no simpósio de psicanálise "Religião e psicanálise" onde expõe o ponto de chegada de suas pesquisas numa conferência com o título de "O Vivente" (1988), em seguida publicado com o subtítulo "A Volta do Vivente". Está aqui uma alusão a um passo do evangelho no qual Pedro pede a Jesus notícias do destino de João Evangelisa.
Nos oitos anos seguintes, Silvia Montefoschi não publica mais nada, confirmando que a obra estava realmente terminada e que não havia mais nada a acrescentar.
Este silêncio durou até 1995 quando mesmo confirmando novamente que a obra estava cumprida retoma a escrever espeficando nestes últimos escritos (1995-2009) aquela que era a sua visão definitiva da psicanálise e o seu significado no interior da mais ampla história geral do universo.
Obras desse período: •	La glorificazione del vivente nell'intersoggettività tra l'uno e l'altro (1995) [A glorificação do vivente na intersubjetividade entre o um e o outro] •	L'essere vero (1996) [O ser verdadeiro] •	Il regno del figlio dell'uomo (1997) [O reino do filho do homem] •	Dall'uno all'uno oltre l'universo (1998) [De um ao outro além do universo] •	Breviario dell'amore (2002) [Breviario do amor]
Por volta de 2000 Montefoschi se transfere em Sarzana também por motivos de saúde. Morre em Zurigue em 16 de março numa clínica de morte assistida com a idade de quase 85 anos e após ter criado a "Fundação Silvia Montefoschi" que continua a sua obra.
Desta época são as obras: •	L'avvento del regno specificamente umano (2004) [O advento do reino especificamente humano] •	La storia di colui che è narrata in coloro che sono (2005) [A história daquele que é contada por aqueles que são] •	Oltre l'omega (2006) [Além do omega]
Silvia Montefoschi termina a sua existência com um tipo de autobiografia parecida com a de Jung de 1960, Recordações, sonhos e reflexões que a psicanalista romana entitulou:

•	Il manifestarsi dell'essere in Silvia Montefoschi (2009)

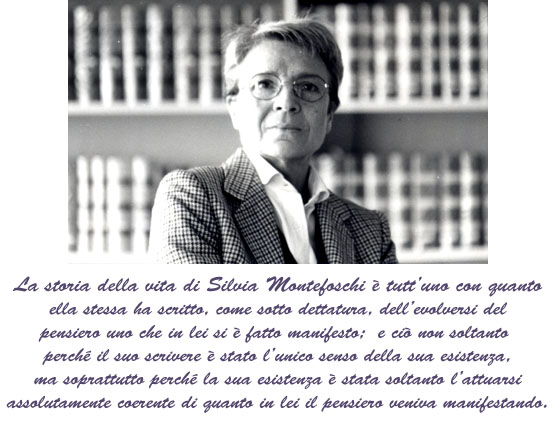
Silvia Montefoschi, vida e obras unificadas num todo coerente e unitário

As Obras Completas de Silvia Montefoschi, em quatro volumes podem ser encontradas na casa editora Zephyro: Obras 1 - Il senso della psicoanalisi. Da Freud a Jung e oltre [O sentido da psicanálise. De Freud a Jung e além] Obras 2* - L'evoluzione della coscienza. Dal sistema uomo al sistema cosmico [A evolução da consciência. Do sistema homem ao sistema cósmico] Opere 2** - L'evoluzione della coscienza. Dal sistema uomo al sistema cosmico [A evolução da consciência. Do sistema homem ao sistema cósmico] Opere 3 - Il tabù dell'incesto e la storia dell'universo [O tabu do incesto e a história universal]